# Film4
Film4 es un canal de televisión público británico operado por el canal Channel 4 que comenzó sus emisiones el 1 de noviembre de 1998. El canal se encuentra disponible en abierto a través de la TDT británica.

## Historia
Film4 comenzó en el año 1982 como Film4 Productions, una productora de contenidos de Channel Four Television Corporation. En 1998 la productora cambió de nombre a FilmFour coincidiendo con el lanzamiento del nuevo canal digital en las plataformas de televisión de pago. El canal originalmente también se llamaba FilmFour
El 19 de julio de 2006 FilmFour cesó sus emisiones en las plataformas de pago y será relanzado como Film4 el 23 de julio en abierto.
El canal tal y como su propio nombre indica emite cine y programas relacionados. En un principio el canal se centraba en programar cine de poca difusión, sin embargo, actualmente muchas de sus películas son producciones importantes de Hollywood. Suele tener noches temáticas o temporadas en las que transmite una serie de películas relacionadas en torno a un género, director o actor en concreto. Debido a que Channel 4 es dueña de Film4 Productions este canal suele emitir las producciones cinematográficas de la casa.
El 20 de julio de 2010, Film4 comenzó a emitir en alta definición (HD) en la plataforma de pago Virgin Media y el 2 de septiembre de 2013 también en Sky UK.
El 1 de noviembre de 2010 lanzó el servicio de televisión bajo demanda en línea Film4oD junto al proveedor de servicios bajo demanda FilmFlex.